# Chuyến bay 111 của Swissair
Chuyến bay 111 của Swissair (SR111/SWR111) là một chuyến bay quốc tế thường lệ của hãng Swissair bằng máy bay McDonnell Douglas MD-11, trên đường từ sân bay quốc tế John F. Kennedy ở Thành phố New York, Hoa Kỳ đến sân bay quốc tế Cointrin ở Genève, Thụy Sĩ. Đây đồng thời cũng là một chuyến bay liên danh giữa Swissair và Delta Air Lines.
Vào thứ tư, ngày 2 tháng 9 năm 1998, chiếc máy bay số hiệu HB-IWF khai thác đường bay này đã rơi xuống Đại Tây Dương về phía tây nam sân bay quốc tế Halifax, ngay cửa vịnh St. Margarets, Nova Scotia. Địa điểm rơi cách bờ biển 8 km, cách đều làng cá và cộng đồng du lịch Peggys Cove và Bayswater. Toàn bộ 229 người trên máy bay đều thiệt mạng — số tử vong cao nhất trong các tai nạn hàng không liên quan đến máy bay McDonnell Douglas MD-11 và số tử vong cao thứ hai trong các thảm họa hàng không xảy ra tại Canada, chỉ sau Chuyến bay 1285 của Arrow Air. Đồng thời, chuyến bay này là một trong hai vụ tai nạn liên quan đến phiên bản chở khách của MD-11 khiến chiếc máy bay bị hư hại ngoài khả năng sửa chữa, cùng với Chuyến bay 642 của China Airlines.
Chính quyền Canada đã chi 57 triệu đô la Canada (tương đương 38 triệu đô la Mỹ thời bấy giờ) cho các công tác tìm kiếm cứu hộ, trục vớt và điều tra thảm họa kéo dài suốt bốn năm sau đó. Báo cáo điều tra chính thức của Ban An toàn Giao thông Canada – Transportation Safety Board of Canada (TSB) nói rằng việc sử dụng vật liệu dễ cháy nổ trong cấu trúc máy bay khiến lửa nhanh chóng phát tán ngoài khả năng kiểm soát của phi hành đoàn, dẫn đến mất điều khiển máy bay khiến nó rơi.
Chuyến bay 111 của Swissair từng được gọi là "chuyến bay đưa đón của LHQ" vì mức độ phổ biến của nó đối với các quan chức Liên Hợp Quốc; chuyến bay cũng thường xuyên chở các hành khách doanh nhân, nhà khoa học, nhà nghiên cứu.

## Lịch sử

### Máy bay
Chiếc máy bay McDonnell Douglas MD-11 mã số 48448, số đăng ký HB-IWF, sản xuất năm 1991 có chủ sở hữu duy nhất là hãng Swissair. Nó được đặt tên là Vaud, theo tên bang Vaud của Thụy Sĩ. Chiếc máy bay được lắp đặt ba động cơ Pratt & Whitney 4462. Khoang hành khách gồm 241 chỗ ngồi (12 chỗ hạng nhất sáu chỗ một hàng, 49 chỗ hạng thương gia bảy chỗ một hàng, và 180 chỗ hạng phổ thông chín chỗ một hàng). Những chỗ ngồi ở khoang hạng nhất và hạng thương gia đều có hệ thống giải trí trên máy bay, lắp đặt một thời gian sau khi chiếc máy bay được đưa vào sử dụng thương mại. Trước khi gặp nạn, chiếc Vaud đã bay 36.041 giờ.

### Phi hành đoàn
Phi hành đoàn tiêu chuẩn của một chiếc MD-11 bao gồm cơ trưởng, cơ phó trong buồng lái, và đội tiếp viên trong khoang hành khách bao gồm một tiếp viên trưởng giám sát hoạt động của 11 tiếp viên hàng không. Toàn bộ phi hành đoàn trên chuyến bay 111 đều đủ tiêu chuẩn, được đào tạo và chứng nhận theo đúng quy định của Thụy Sĩ và Cơ quan quản lý hàng không liên hợp, hay Joint Aviation Authorities (JAA). Trực tiếp điều khiển máy bay là cơ trưởng Urs Zimmermann, 50 tuổi, và cơ phó Stephan Löw, 36 tuổi, đều là những phi công nhiều kinh nghiệm với 10.800 giờ và 4.800 giờ bay, theo thứ tự. Đồng thời cơ trưởng cũng là một phi công hướng dẫn của loại máy bay MD-11.

### Bay và gặp nạn
Chuyến bay cất cánh từ sân bay quốc tế John F. Kennedy, New York vào lúc 20:18 EDT (00:18 UTC). Suốt 13 phút từ 20:33 EDT (00:33 UTC) đến 20:47 EDT (00:47 UTC), chiếc máy bay bị gián đoạn liên lạc vô tuyến mà không rõ nguyên do. Điều tra sau này cho thấy sự cố gián đoạn là do sai sót khi điều chỉnh các radio liên lạc.
Lúc 22:10 AT (01:10 UTC), khi đang bay ổn định tại độ cao 33.000 foot hay 10.100 mét), các phi công (cơ trưởng Urs Zimmermann và cơ phó Stephan Löw) nhận thấy có mùi lạ trong khoang lái và xác định nó là khói từ hệ thống điều hòa không khí, một tình huống dễ dàng xử lý và Zimmermann yêu cầu một tiếp viên đóng lỗ thông khí của hệ thống điều hòa lại. Bốn phút sau, mùi lạ xuất hiện trở lại, lúc này kèm theo cả khói; khiến hai phi công cân nhắc việc chuyển hướng và hạ cánh nhanh tại một sân bay gần đó. Lúc 22:14 AT (01:14 UTC), phi hành đoàn thực hiện một cuộc gọi vô tuyến "Pan-pan" đến đài kiểm soát không lưu Moncton (điều khiển không lưu tại vùng Nova Scotia, gồm phần lớn các chuyến bay ra vào châu Âu), báo hiệu rằng chuyến bay đang gặp vấn đề, nhưng không phải một vấn đề khẩn cấp (thể hiện qua cuộc gọi "Mayday"), và yêu cầu chuyến hướng đến sân bay quốc tế Logan, Boston, lúc đó cách 300 hải lý (560 km). Kiểm soát không lưu Moncton đề nghị các phi công hạ cánh tại sân bay quốc tế Halifax gần hơn, tại Enfield, Nova Scotia, cách đó 66 nm (104 km), và Löw chấp thuận. Sau đó phi hành đoàn đeo mặt nạ dưỡng khí vào và bắt đầu hạ độ cao. Cơ trưởng Zimmermann yêu cầu Löw điều khiển máy bay trong khi ông duyệt qua hai danh sách kiểm tra đưa ra bởi Swissair trong trường hợp có khói trong khoang lái, quá trình có thể mất đến 20 phút để hoàn tất và là nguồn gốc của nhiều cuộc tranh luận sau này.
Lúc 22:18 AT (01:18 UTC), kiểm soát không lưu Moncton giao quyền điều khiển chuyến bay cho kiểm soát không lưu Halifax, vì chiếc máy bay sẽ hạ cánh tại đây thay vì tiếp tục bay khỏi không phận Bắc Mỹ. Lúc 22:19 AT (01:19 UTC), chiếc máy bay chỉ còn cách sân bay quốc tế Halifax 30 hải lý (56 km), nhưng Löw yêu cầu thêm thời gian để hạ độ cao từ 21.000 foot (6.400 m). Lúc 22:20 AT (01:20 UTC), Löw thông báo cho kiểm soát không lưu Halifax rằng ông cần thải bỏ nhiên liệu. Kiểm soát không lưu Halifax sau đó chuyển hướng chiếc máy bay đến vịnh St. Margarets nơi nó có thể an toàn thải bỏ nhiên liệu và vẫn nằm trong khoảng 30 hải lý (56 km) từ Halifax.
Theo danh sách kiểm tra của Swissair đề "Trong trường hợp có khói trong khoang lái", các phi công tắt nguồn điện trong khoang máy bay, và các quạt thông gió trên trần máy bay ngừng hoạt động. Việc này biến khoảng không trên trần máy bay thành một ống hút và lửa nhanh chóng lan vào buồng lái, khiến chế độ tự lái ngừng hoạt động; lúc 22:24:28 AT (01:24:28 UTC), Löw thông báo với kiểm soát không lưu Halifax rằng "lúc này chúng tôi phải điều khiển thủ công". Mười bảy giây sau, lúc 22:24:45 AT (01:24:45 UTC), Löw thông báo với kiểm soát không lưu Halifax rằng "Swissair 111 tuyên bố tình trạng khẩn cấp", lặp lại tuyên bố khẩn cấp một giây sau đó, và trong 10 giây sau nói rằng họ đã hạ xuống "giữa 12.000 và 5.000 feet" (3.500 và 1.500 m) và tuyên bố tình trạng khẩn cấp một lần nữa. Bộ lưu dữ liệu chuyến bay ngừng ghi lúc 22:25:40 AT (01:25:40 UTC), sau đó một giây bộ ghi âm buồng lái cũng ngừng ghi. Chiếc máy bay xuất hiện lại trên màn hình radar trong giây lát từ 22:25:50 AT (01:25:50 UTC) đến 22:26:04 AT (01:26:04 UTC). Độ cao cuối cùng ghi nhận được của máy bay là 9.700 feet (2.700 m). Ngay sau khi tuyên bố khẩn cấp, có thể nghe thấy cơ trưởng rời khỏi ghế ngồi để chữa lửa, lúc này đã bén vào phía sau buồng lái; sau này cuốn danh sách kiểm tra của Swissair được tìm thấy tan chảy trong xác máy bay, cho thấy cơ trưởng có thể đã dùng chúng để dập lửa. Cơ trưởng không bao giờ trở lại ghế ngồi; người ta không biết được liệu ông đã chết trong đám cháy, bị ngạt khói, hay thiệt mạng do va chạm. Các bằng chứng vật lý cho thấy cơ phó Löw có thể đã sống sót qua vụ hỏa hoạn và chỉ thiệt mạng khi máy bay va chạm mặt nước; bằng chứng từ các dụng cụ bay gợi ý rằng Löw vẫn cố gắng lái chiếc máy bay lúc này đã tê liệt, và các đồng hồ đo chỉ ra rằng ông đã tắt động cơ hai vì cảnh báo động cơ cháy khoảng một phút trước khi va chạm, nghĩa là ông vẫn còn sống và vẫn điều khiển chiếc máy bay cho đến những giây cuối cùng của chuyến bay. Chiếc máy bay rơi xuống đại dương lúc 22:31 AT (01:31 UTC) với tốc độ ước tính 345 mph (555 km/h, 154 m/s, hay 299 knot) và với lực 350 g, khiến chiếc máy bay vỡ tan thành hàng triệu mảnh trong chưa đầy một giây. Máy bay rơi tại 44°24′33″B 63°58′25″T / 44,40917°B 63,97361°T, sai số 300 mét.

### Hoạt động tìm kiếm cứu nạn
Hoạt động tìm kiếm cứu nạn tên mã "Operation Persistence" được triển khai ngay tức thì bởi Trung tâm điều phối cứu nạn liên hợp Halifax – Joint Rescue Coordination Centre Halifax (JRCC Halifax). Trung tâm này sử dụng nguồn lực từ lực lượng Không lực, Hải quân, Quân đội Canada, cũng như Lực lượng bảo vệ bờ biển Canada – Canadian Coast Guard (CCG) và Lực lượng phụ trợ bảo vệ bờ biển Canada – Canadian Coast Guard Auxiliary (CCGA).
Đơn vị tình nguyện thuộc Lực lượng phụ trợ bảo vệ bờ biển Canada là lực lượng đầu tiên tiếp cận vị trí tai nạn. Những đơn vị này chủ yếu sở hữu các thuyền đánh cá tư nhân từ Peggy's Cove, Bayswater và những bến cảng khác trong vịnh St. Margarets và bán đảo Aspotogan. Không lâu sau đó, tàu CCGS Sambro của Lực lượng bảo vệ bờ biển Canada và trực thăng CH-113 Labrador của Phi đội 413 từ Căn cứ quân lực Greenwood cũng tham gia công tác tìm kiếm cứu nạn.
Địa điểm máy bay rơi nằm gần Halifax khiến các tàu neo đậu tại căn cứ hải quân lớn nhất Canada, Căn cứ quân lực Halifax, cũng như một trong số các căn cứ lớn nhất của Lực lượng bảo vệ bờ biển Canada là Căn cứ Dartmouth, chỉ mất một giờ để tiếp cận. Khi các chỉ thị được đưa ra, các tàu này lập tức hướng về vịnh St. Margarets.
Hải quân Hoa Kỳ cũng hỗ trợ công tác trục vớt.
Tàu của Lực lượng bảo vệ bờ biển Canada
CCGS Hudson, CCGS Mary Hichens, CCGS Simon Fraser, CCGS Earl Grey, CCGS Matthew và CCGS Sambro (tàu đầu tiên của chính quyền tại hiện trường)
Ngoài ra còn có sự hỗ trợ của nhiều trực thăng của CCG (mẫu MBB Bo 105), thuyền phao và tàu của lực lượng phụ trợ.
Chiến hạm của Quân lực Canada
HMCS Kingston (MM 700), HMCS Preserver (AOR 510), HMCS Ville de Québec (FFH 332), HMCS Halifax (FFH 330), HMCS Glace Bay (MM 701), HMCS Goose Bay (MM 707), HMCS Moncton (MM 708) và HMCS Anticosti (MSA 110)
Ngoài ra còn có sự hỗ trợ của nhiều máy bay trực thăng tác chiến chống tàu ngầm CH-124 Sea King của Không lực hoàng gia Canada và các thuyền phao của Hải quân hoàng gia Canada.
Tàu ngầm của Quân lực Canada
HMCS Okanagan (S74)
Tàu phụ trợ của Quân lực Canada
CFAV Sechelt (YDT 610), CFAV Granby (YDT 12) và CFAV Glenevis (YTB 642)
HMCS Preserver được chỉ định làm tàu chỉ huy tại hiện trường cho Operation Persistence và có quyền hạn cao nhất đối với mọi máy bay và tàu thuyền trong khu vực tai nạn.

### Hoạt động tìm kiếm và trục vớt
Đến chiều ngày 3 tháng 9 thì rõ ràng là đã không có ai sống sót sau vụ tai nạn, JRCC Halifax rút tàu CCGS Sambro và các máy bay CH-113 Labrador khỏi cuộc tìm kiếm cứu hộ. Cảnh sát Hoàng gia Canada – Royal Canadian Mounted Police (RCMP) được giao toàn quyền chỉ huy công tác trục vớt, với tàu HMCS Preserver (AOR 510) tiếp tục là tàu chỉ huy tại hiện trường.
Chiếc máy bay vỡ tan khi va chạm với mặt nước và phần lớn mảnh vỡ chìm xuống đáy đại dương (độ sâu khoảng 55 m hay 180 ft). Một số mảnh vỡ nổi trên mặt nước trong khu vực máy bay rơi và nhiều tuần sau đó chúng trôi dạt vào bờ biển.
Trọng tâm ban đầu của công tác này là tìm và nhận dạng các nạn nhân, trục vớt các bộ lưu chuyến bay, nhưng công tác gặp khó khăn bởi vì lực va chạm "ít nhất lên đến 350 g" có nghĩa là xác các nạn nhân trong chuyến bay gần như vỡ ra từng mảnh, và điều kiện môi trường lúc đó chỉ cho phép trục vớt những mảnh thi thể cùng các mảnh vỡ máy bay. Người ta chỉ nhận dạng trực quan được một trong số hàng trăm nạn nhân. Trong số các nạn nhân khác, 147 người được nhận dạng bằng dấu vân tay, đặc điểm răng và so sánh bằng tia X. 81 nạn nhân còn lại được nhận dạng qua xét nghiệm DNA.

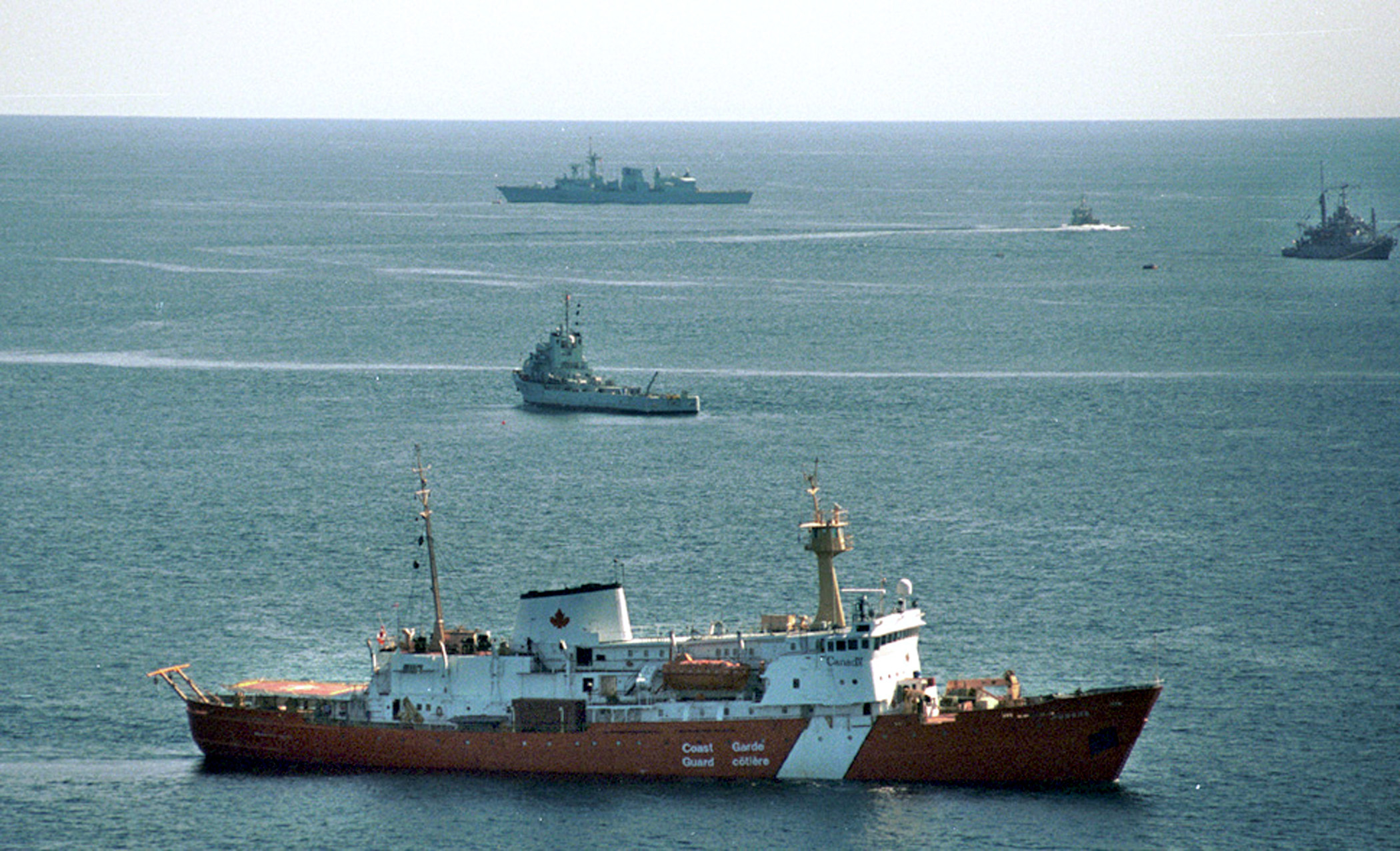
Tàu CCGS Hudson đang tìm kiếm mảnh vỡ của Chuyến bay 111 cùng với HMCS Anticosti (giữa), USS Grapple (phải), và hoặc là HMCS Halifax hoặc là HMCS Ville de Québec ở đằng xa.

Chính phủ Canada thỉnh cầu Chính phủ Hoa Kỳ trợ giúp một tàu cứu hộ hàng hải lớn hơn cùng tham gia trục vớt với các thợ lặn của Quân lực Canada. Tàu USNS Grapple (ARS-53) của Hoa Kỳ đến địa điểm tai nạn vào ngày 9 tháng 9, mang theo 32 thợ lặn cứu hộ.
Tàu ngầm HMCS Okanagan (S74) tìm thấy bộ ghi âm buồng lái (CVR) và bộ lưu dữ liệu chuyến bay (FDR) bằng sonar và các thợ lặn của Hải quân Canada nhanh chóng thu hồi chúng (bộ lưu dữ liệu trục vớt ngày 6 tháng 9 và bộ ghi âm buồng lái ngày 11 tháng 9 năm 1998). Cả hai đều ngừng hoạt động khi máy bay mất điện ở độ cao khoảng 10.000 ft (3.000 m), 5 phút 37 giây trước khi va chạm.
Ban An toàn giao thông Canada (TSB) là cơ quan hướng dẫn công tác này, với nhân sự là Quân lực Canada, Lực lượng bảo vệ bờ biển Canada, Cảnh sát Hoàng gia Canada và các lực lượng khác. Người ta dùng sonar, máy quét laser và các phương tiện không người lái để xác định vị trí các vật thể. Khi đã xác định được vị trí, các mảnh vỡ được đưa lên, ban đầu bởi các thợ lặn và phương tiện không người lái, sau đó bằng cách nạo vét và kéo lưới.
Ngày 2 tháng 10 năm 1998, TSB bắt đầu hoạt động trục vớt phần lớn xác máy bay từ những vùng biển sâu trước khi các cơn bão mùa đông tràn về. Đến ngày 21 tháng 10, khoảng 27% các mảnh vỡ được đưa lên. Trong giai đoạn cuối cùng, người ta sử dụng tàu Queen of the Netherlands để nạo vét phần mảnh vỡ máy bay còn lại. Hoạt động trục vớt chấm dứt vào thánng 12 năm 1999 với khoảng 98% xác máy bay được đưa lên bờ: khoảng 126.554 kg (279.000 lb) mảnh vỡ máy bay và 18.144 kg (40.000 lb) hàng hóa.
Vào thời điểm đó, người ta cho rằng tai nạn xảy ra do hệ thống điện trong buồng lái gặp trục trặc khi hệ thống giải trí trên máy bay nóng lên. Ban An toàn giao thông Canada công bố báo cáo sơ bộ về tai nạn vào ngày 30 tháng 8 năm 2000, và báo cáo cuối cùng vào năm 2003.

### Phản ứng của hãng hàng không
Sân bay JFK tụ tập thân nhân các nạn nhân tại khách sạn JFK Ramada Plaza do khách sạn này cách sân bay không xa. Vì khách sạn này được dùng làm nơi ở cho người thân và gia đình nạn nhân của nhiều vụ tai nạn máy bay nên nó còn được gọi là "Heartbreak Hotel". Jerome "Jerry" Hauer, quản lý lực lượng đặc nhiệm khẩn cấp của Thị trưởng thành phố New York Rudy Giuliani, đã khen ngợi Swissair và hãng liên danh Delta Air Lines trong việc phản ứng với tai nạn: ông đã chỉ trích Trans World Airlines và phản ứng của hãng này khi Chuyến bay 800 của TWA rơi vào năm 1996.

## Nạn nhân
| Quốc tịch các nạn nhân | Quốc tịch các nạn nhân | Quốc tịch các nạn nhân | Quốc tịch các nạn nhân |
| Quốc tịch              | Nạn nhân               | Phi hành đoàn          | Tổng                   |
| ---------------------- | ---------------------- | ---------------------- | ---------------------- |
| Afghanistan            | 1                      | 0                      | 1                      |
| Canada                 | 3                      | 0                      | 3                      |
| Canada và Maroc        | 1                      | 0                      | 1                      |
| Trung Quốc             | 1                      | 0                      | 1                      |
| Pháp                   | 41                     | 0                      | 41                     |
| Pháp và Anh Quốc       | 1                      | 0                      | 1                      |
| Pháp và Hoa Kỳ         | 2                      | 0                      | 2                      |
| Đức                    | 1                      | 0                      | 1                      |
| Hy Lạp và Hoa Kỳ       | 1                      | 0                      | 1                      |
| Hy Lạp                 | 1                      | 0                      | 1                      |
| Ấn Độ                  | 1                      | 0                      | 1                      |
| Iran                   | 1                      | 0                      | 1                      |
| Iran và Hoa Kỳ         | 1                      | 0                      | 1                      |
| Israel và Thụy Sĩ      | 1                      | 0                      | 1                      |
| Ý                      | 3                      | 0                      | 3                      |
| México                 | 1                      | 0                      | 1                      |
| Nga                    | 1                      | 0                      | 1                      |
| Ả Rập Xê Út            | 1                      | 0                      | 1                      |
| Saint Kitts và Nevis   | 2                      | 0                      | 2                      |
| Thụy Sĩ                | 31                     | 13                     | 44                     |
| Thụy Sĩ và Hà Lan      | 1                      | 0                      | 1                      |
| Thụy Sĩ và Anh Quốc    | 2                      | 0                      | 2                      |
| Thụy Sĩ và Hoa Kỳ      | 1                      | 0                      | 1                      |
| Tây Ban Nha            | 1                      | 0                      | 1                      |
| Anh Quốc               | 3                      | 0                      | 3                      |
| Anh Quốc và Hoa Kỳ     | 2                      | 0                      | 2                      |
| Hoa Kỳ                 | 110                    | 1                      | 111                    |
| Nam Tư                 | 1                      | 0                      | 1                      |
| Tổng                   | 215                    | 14                     | 229                    |

Phần lớn các nạn nhân là người Mỹ, Pháp và Thụy Sĩ.
Chiếc máy bay gặp nạn chở 132 người Mỹ (gồm một tiếp viên của Delta Air Lines), 41 người Thụy Sĩ (gồm 13 nhân viên phi hành đoàn), 30 người Pháp, sáu người Anh, ba người Đức, ba người Ý, ba người Canada, hai người Hy Lạp, hai người Liban, một người từ mỗi quốc gia Afghanistan, Ả Rập Xê Út, Ấn Độ, Iran, Nam Tư, Nga, Saint Kitts và Nevis, Tây Ban Nha, Thụy Điển, Trung Quốc, cùng bốn người khác.

### Nạn nhân đáng chú ý
Nhiều nhân vật đáng chú ý đã thiệt mạng trong vụ tai nạn này, gồm có:
- Pierre Babolat, chủ tịch hãng dụng cụ thể thao Babolat[32]
- Pierce J. Gerety, Jr., giám đốc điều hành vùng Hồ Lớn châu Phi của UNHCR, đang trong một nhiệm vụ đặc biệt của LHQ – đến Cộng hòa Dân chủ Congo để thương thuyết một hiệp ước hòa bình với Laurent-Desire Kabila trong tình hình nội chiến Congo
- Klaus Kinder-Geiger, chuyên gia về Máy gia tốc ion tương đối (RHIC) của Phòng thí nghiệm quốc gia Brookhaven[33]
- Joseph LaMotta, con của nhà cựu vô địch thế giới môn boxing Jake LaMotta
- Jonathan Mann, cựu lãnh đạo chương trình AIDS của Tổ chức Y tế Thế giới và vợ ông, nhà nghiên cứu AIDS Mary Lou Clements-Mann
- Victor Rizza, giáo sư môn Dược học của Đại học Catania, Ý[34]
- Per Spanne, nhà vật lý học của who European Synchrotron Radiation Facility (ESRF) làm việc tại Phòng thí nghiệm quốc gia Brookhaven từ năm 1996[33]

### Nhận dạng
Các nhân viên giám định y khoa của Cảnh sát Hoàng gia Canada nhận dạng hầu hết các nạn nhân trong vòng 10 tuần sau vụ tai nạn. Chỉ có một người được nhận dạng bằng mắt. Khoảng 100 nạn nhân được nhận dạng thông qua xét nghiệm DNA; và quá trình phân tích này được coi là dự án nhận dạng DNA lớn nhất trong lịch sử Canada. Khoảng 90 người được nhận dạng bằng hồ sơ nha khoa, và 30 người khác bằng dấu vân tay và tia X quét trước khi chết. Cảnh sát liên hệ với người thân nạn nhân để yêu cầu họ cung cấp lịch sử y tế và hồ sơ nha khoa. Họ cũng lấy mẫu máu từ người thân nạn nhân cho quá trình nhận dạng DNA.

## Điều tra

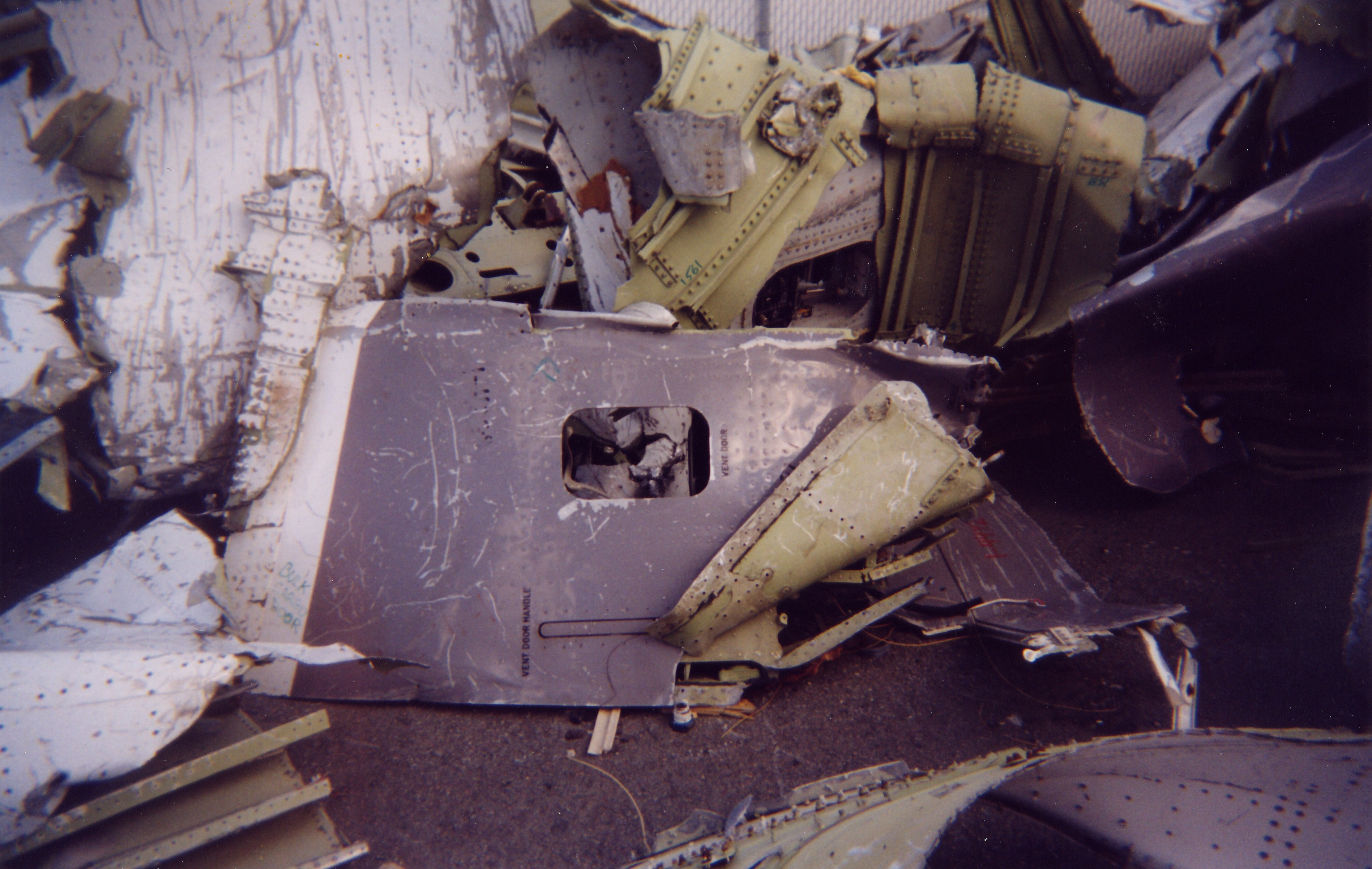
Cửa khoang hành lý và các mảnh vỡ khác được tìm thấy

Người ta tìm thấy khoảng 2 triệu mảnh vỡ máy bay và đưa chúng tới một cơ sở kiểm tra bên trong một khu công nghiệp hàng hải tại Sheet Harbour. Tại đây, các sĩ quan của RCMP kiểm tra những mảnh nhỏ bằng tay để tìm ra di thể nạn nhân, vật dụng cá nhân, và những đồ quý giá còn lại trong hàng hóa chuyến bay. Sau đó, các mảnh vỡ được chuyển đến CFB Shearwater để được tập hợp và kiểm tra bởi hơn 350 nhà điều tra đến từ nhiều tổ chức như TSB, NTSB, FAA, AAIB, Boeing, Pratt & Whitney, và Swissair.
Từng mảnh xác máy bay đưa lên đều được rửa kỹ bằng nước, cân và phân loại. Sau đó, mảnh vỡ được đặt trong một khu vực xác định trong nhà chứa máy bay của CFB Shearwater, theo hệ thống đường kẻ ô thể hiện từng bộ phận của chiếc máy bay. Những mảnh vỡ nào được coi là không quá quan trọng thì được cất giữ trong những chiếc hộp lớn. Các chuyên gia đặc biệt chú ý những mảnh vỡ thể hiện thiệt hại do nhiệt độ, cháy và những dấu hiệu bất thường khác.
Quá trình điều tra gặp nhiều trở ngại và kéo dài chủ yếu bởi dữ liệu trong sáu phút cuối cùng của chuyến bay không được lưu lại. Ban An toàn Giao thông buộc phải tái dựng lại sáu phút cuối cùng hoàn toàn dựa trên các bằng chứng vật lý trực quan. Vì chiếc máy bay bị vỡ vụn ngay tại thời điểm tiếp xúc, quá trình phục dựng gây mất thời gian và rất nhàm chán. Cuộc điều tra trở thành ca lớn nhất và tốn kém nhất trong lịch sử điều tra vận chuyển của Canada, tốn khoảng 57 triệu đô la Canada (48,5 triệu đô la Mỹ), kéo dài suốt năm năm.

### Các bản ghi âm
Các nhà điều tra phục dựng lại 10 mét đầu máy bay, từ trước buồng lái đến gần trước khoang hạng nhất. Từ đây, thông tin sẽ giúp họ xác định mức độ nghiêm trọng và giới hạn của thiệt hại do lửa, nơi nó có khả năng bắt nguồn, và diễn tiến của đám cháy. Bộ ghi âm buồng lái sử dụng loại băng ghi âm 1/4 inch có vòng lặp 30 phút. Vì vậy nó chỉ thu được nửa giờ cho đến khi ngừng hoạt động sáu phút trước khi máy bay rơi. Bộ ghi âm buồng lái cùng với bản chép lại được bảo vệ nghiêm ngặt theo điều 28 của Luật An toàn và Điều tra tai nạn vận chuyển Canada và do vậy không được công bố rộng rãi. Tuy nhiên, băng ghi âm của kiểm soát không lưu được đặt dưới mức bảo vệ thấp hơn: điều 29 của cùng bộ luật chỉ quy định rằng nó có thể không được sử dụng trong một số thủ tục tố tụng pháp lý. Bản ghi của đài kiểm soát không lưu được công bố chỉ vài ngày sau tai nạn và đoạn băng ghi âm được đưa ra vào tháng 5 năm 2007.

### Kết quả điều tra của TSB
Trong báo cáo cuối cùng, cuộc điều tra xác định mười một nguyên nhân và yếu tố góp phần gây ra vụ tai nạn. Nguyên nhân đầu tiên và quan trọng nhất là:

Tiêu chuẩn chống cháy đối với vật liệu máy bay không thỏa đáng bởi vì nó cho phép sử dụng vật liệu có thể bắt lửa và duy trì hoặc lan truyền lửa. Do đó, vật liệu dễ bắt lửa đã lan truyền lửa từ một đám cháy phát xuất từ bên phải phía trên buồng lái, gần tường sau buồng lái. Lửa nhanh chóng lan và càng lúc càng lớn hơn đến nỗi nó phá hủy các hệ thống của máy bay và thiết bị buồng lái, cuối cùng dẫn đến mất điều khiển máy bay.

Các nhà điều tra xác định có sự xuất hiện của hồ quang điện trong hệ thống dây điện của hệ thống giải trí trên máy bay, nhưng hiện tượng này không làm nhảy các cầu dao tự động. Cuộc điều tra không kết luận được rằng hồ quang điện này có phải là "sự kiện khởi đầu" đã làm cháy lớp phủ bên ngoài của những tấm phim kim loại và nhanh chóng lan truyền lửa đến những vật liệu dễ cháy khác hay không. Phi hành đoàn không nhận ra rằng đang có cháy và các thiết bị bay cũng không cảnh báo họ. Khi họ đã biết được thì việc không nắm rõ vấn đề khiến việc giải quyết nó càng khó khăn hơn. Đám cháy lan nhanh khiến hệ thống hiển thị chính bị hư hại, và phi hành đoàn cũng mất điều khiển chiếc máy bay. Bởi không còn đèn hướng dẫn để quan sát hệ thống điều khiển khi các màn hình bị hỏng, phi công buộc phải mò mẫm điều khiển chiếc máy bay; và dù ông có chủ ý hay không thì chiếc máy bay cũng lạc hướng và đâm xuống Đại Tây Dương. Các mảnh máy bay thu thập được cho thấy sức nóng bên trong buồng lái lớn đến mức trần máy bay bắt đầu nóng chảy. Khi được phục hồi, đồng hồ độ cao và đồng hồ tốc độ cho thấy chiếc máy bay đâm xuống biển với tốc độ khoảng 300 knot (560 km/h, 348 mph) với mũi máy bay chúc xuống 20 độ và nghiêng 110 độ, gần như lật ngược. Hành khách và phi hành đoàn chết gần như ngay lập tức bởi sức nặng của lực va chạm và lực giảm tốc.
TSB kết luận rằng dù phi hành đoàn biết nguyên do vấn đề ngay khi phát hiện có mùi lạ, và bắt đầu hạ cánh từ sớm, thì những điều kiện kiên quan đến đám cháy đang lan rộng cũng sẽ ngăn cản cú hạ cánh thành công tại Halifax.

### Khuyến nghị của TSB
TSB đưa ra chín khuyến nghị bao gồm thay đổi vật liệu máy bay, hệ thống điện, và hệ thống lưu trữ dữ liệu chuyến bay, vì cả hai bộ lưu chuyến bay đều ngừng hoạt động khi máy bay mất điện sáu phút trước tai nạn. Những lời khuyên chung chung còn bao gồm việc cải thiện các bản danh sách kiểm tra, đào tạo nhận biết cũng như đối phó với cháy và cải tiến hệ thống báo cháy. Những khuyến nghị này dẫn đến nhiều thay đổi lớn trong các tiêu chuẩn của FAA.

### Suy đoán năm 2011
Tháng 9 năm 2011, chương trình The Fifth Estate của CBC đưa ra báo cáo rằng một thiết bị mồi lửa có thể là nguyên nhân của vụ tai nạn. Một sĩ quan của RCMP cho rằng có mức độ đáng ngờ của magiê và các nguyên tố chủ ý gây cháy khác trong hệ thống dây nối và nói rằng ông bị yêu cầu xóa bỏ các chú dẫn về magnesi và một quả bom tình nghi trong bản ghi chú điều tra của mình. CBC sau đó nói rằng sự xuất hiện của magnesi có thể do dây điện bị ngâm trong nước biển quá lâu, tuy nhiên nồng độ magnesi được phát hiện cao hơn mức thông thường.

## Tưởng niệm

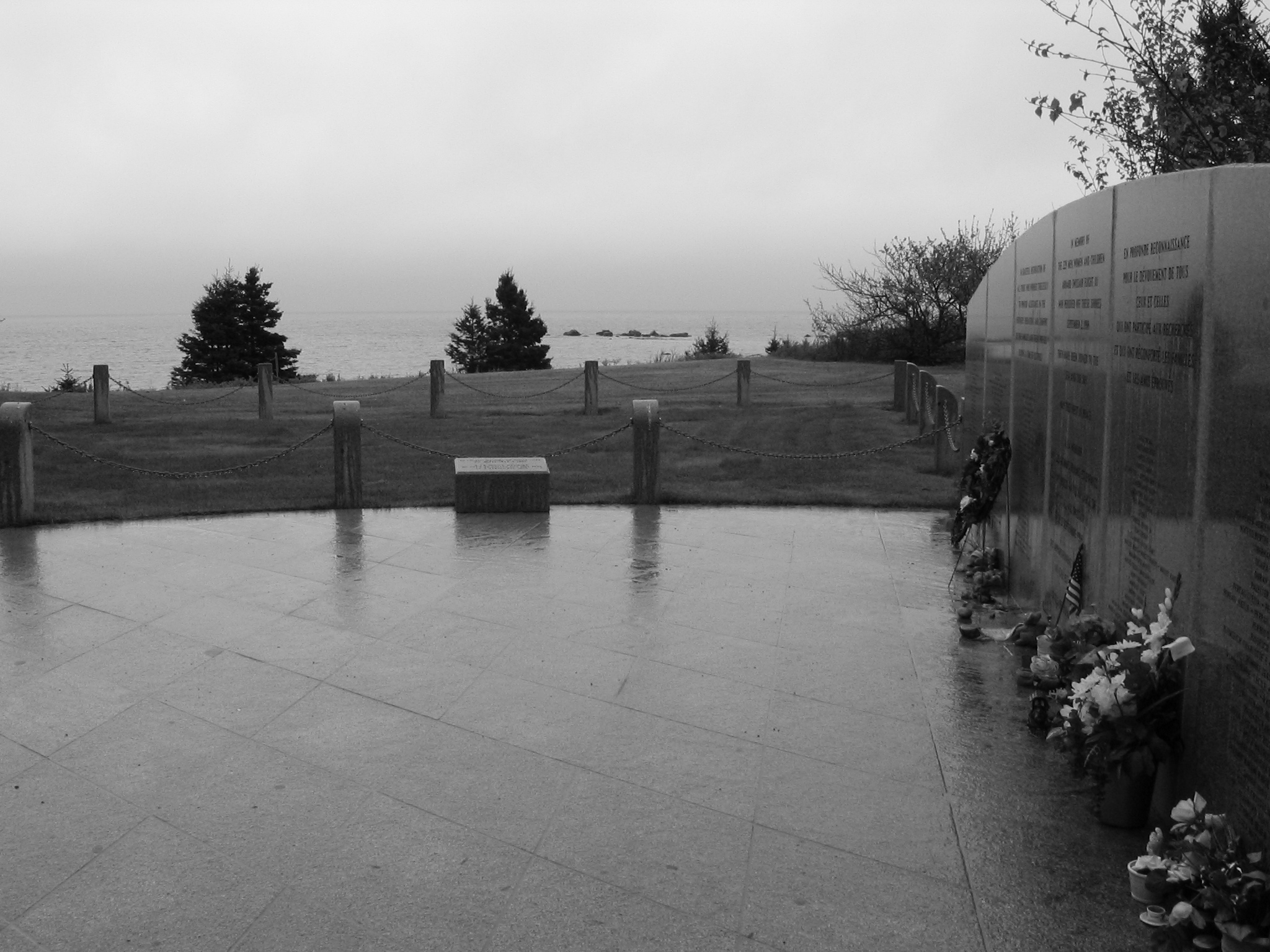
Khu tưởng niệm tại Bayswater, Nova Scotia

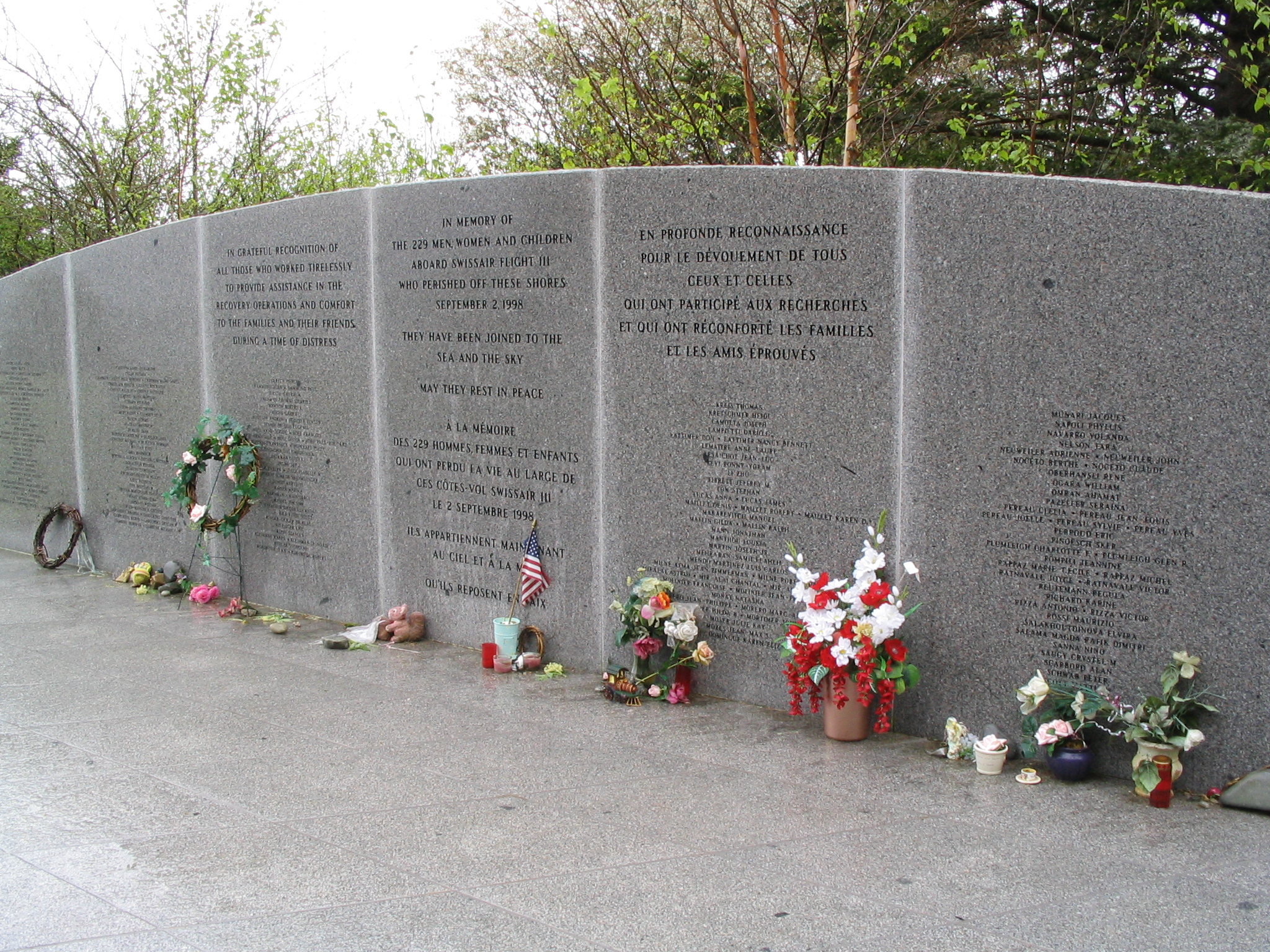
Hoa tại khu tưởng biệm Bayswater

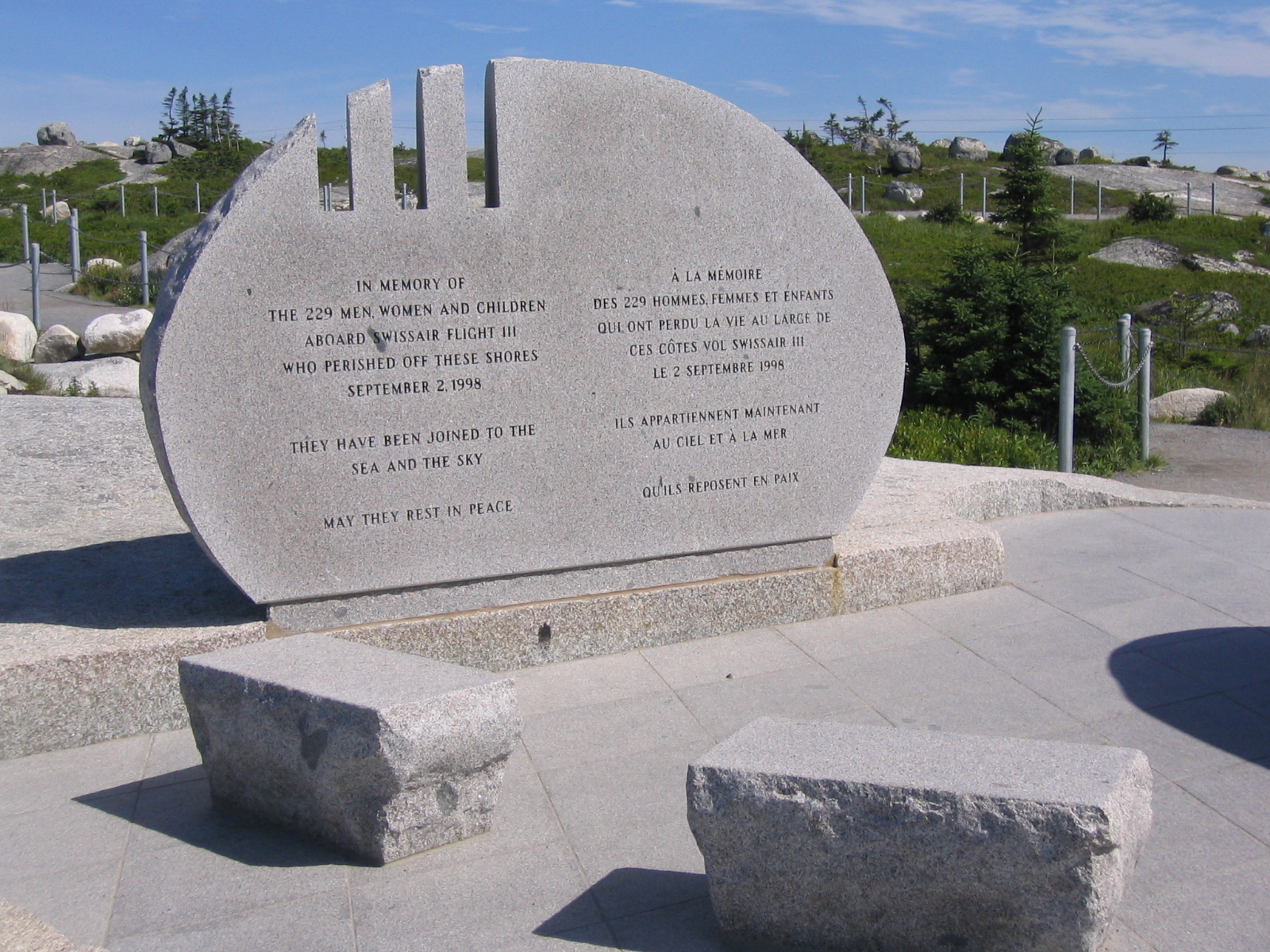
Khu tưởng niệm tại Peggys Cove, Nova Scotia

Một buổi lễ tưởng niệm sau đó được tổ chức tại Zürich. Năm sau, tại Nova Scotia cũng diễn ra một buổi lễ tương tự.
Chính quyền Nova Scotia cho xây dựng hai khu tưởng niệm các nạn nhân thiệt mạng trong vụ tai nạn. Trong đó, một khu nằm về phía tây của địa điểm rơi, tại The Whalesback, một mũi đất nằm cách Peggys Cove 1 km. Khu tưởng niệm thứ hai lớn hơn nhưng cũng tư nhân hơn, nằm về phía đông địa điểm rơi, gần Công viên bãi biển Bayswater trên bán đảo Aspotogan cũng ở Bayswater. Người ta mai táng di thể không xác định được danh tính của các nạn nhân ở đây. Một quỹ được thành lập để thanh toán cho việc bảo quản khu tưởng niệm và chính quyền thông qua đạo luật công nhận nó. Nhiều quỹ từ thiện khác cũng được thành lập, trong đó có một quỹ mang tên nạn nhân trẻ tuổi đến từ Louisiana là Robert Martin Maillet. Quỹ này hỗ trợ tiền cho những trẻ em khó khăn.
Tháng 9 năm 1999, Swissair, Delta, và Boeing (mua lại hãng McDonnell Douglas trong một vụ sáp nhập năm 1997) đồng ý chia sẻ trách nhiệm pháp lý trong vụ việc và đề nghị hỗ trợ tài chính cho những gia đình có người bị nạn. Đề nghị này bị từ chối và hãng Swissair cùng DuPont, hãng sản xuất chất cách ly Mylar bị kiện trong một vụ kiện trị giá 19,8 tỷ đô la Mỹ. Tòa án Liên bang Mỹ sau đó tuyên bố bác bỏ yêu cầu bồi thường vào tháng 2 năm 2002.
Hai bức tranh, trong đó có bức Le Peintre (Người họa sĩ) của Pablo Picasso, đã ở trên máy bay bị nạn và bị phá hủy trong tai nạn.
Vào lúc xảy ra tai nạn, hãng McDonnell Douglas không sản xuất chiếc máy bay ba động cơ phản lực nào khác ngoài chiếc MD-11. Sau khi sáp nhập với McDonnell Douglas năm 1997, Boeing tiếp tục sản xuất phiên bản chở hàng của chiếc MD-11; phiên bản chở khách cuối cùng được giao cho Sabena vào năm 1998. Chiếc MD-11 cuối cùng cũng là phiên bản chở hàng, giao cho Lufthansa Cargo năm 2001.
Sau tai nạn, tuyến bay New York–Genève của Swissair được đổi thành Chuyến bay 139, vẫn sử dụng máy bay MD-11. Khi Swissair tuyên bố phá sản năm 2002, mã tuyến bay một lần nữa đổi thành Chuyến bay LX 023, nay được khai thác bởi máy bay Airbus A330-300.
Có nhiều chương trình tài liệu nói về Chuyến bay 111, gồm có The Fifth Estate và "Swissair 111: The Untold Story" của CBC, NOVA và "Crash of Flight 111" của PBS, và xuất hiện trong các series về thảm họa như Disasters of the Century của History Channel, Mayday của Discovery Channel, Seconds From Disaster của National Geographic Channel. Tháng 3 năm 2003, Truyền hình Thụy Sĩ cho phát sóng phim tài liệu tên là "Feuer an Bord - Die Tragödie von Swissair Flug 111" ("Cháy trên khoang - Thảm họa chuyến bay 111 của Swissair"). Nhà thơ Canada Jacob McArthur Mooney viết về tai nạn và ảnh hưởng của nó đối với cư dân Nova Scotia trong tuyển tập thơ năm 2011 của ông, Folk.
Tháng 5 năm 2007, TSB công bố bản ghi âm của đài kiểm soát không lưu liên quan đến vụ tai nạn. Bản ghi chép của băng thu âm này đã được công bố vào năm 1998 (chỉ vài ngày sau vụ tai nạn) nhưng TSB từ chối cung cấp băng ghi âm vì lý do riêng tư. TSB tranh luận rằng theo Luật Riêng tư và Luật Truy cập Thông tin của Canada, các bản thu âm có chứa thông tin cá nhân và không thể được công bố. Tòa án Phúc thẩm Liên bang Canada bác bỏ lập luận này vào năm 2006 trong một vụ tố tụng liên quan đến băng thu âm của đài kiểm soát không lưu trong bốn vụ tai nạn hàng không khác. Tòa án Tối cao Canada không cho phép kháng cáo quyết định đó và do vậy TSB công bố băng thu âm của đài kiểm soát không lưu cho The Canadian Press.
Vụ tai nạn được nhắc đến trong ca khúc "TV on 10" của The Uncluded, phát hành trong album năm 2013 của họ là Hokey Fright.